# Ходжиков, Султан-Ахмет Ходжаевич
Султан-Ахмет Ходжаевич Ходжиков (каз. Сұлтанахмет Қоңырқожаұлы Қожықов; 10 марта 1923, Аулие-Ата (ныне Тараз Жамбылская область, Казахстан) — 11 марта 1988, Алма-Ата, Казахская ССР, СССР) — советский казахский кинорежиссёр

, сценарист. Заслуженный деятель искусств Казахской ССР (1970). Лауреат Государственной премии Казахской ССР имени Абая (1972).

## Биография
Происходит из рода хорасан ходжа. Отец С. Ходжикова был репрессирован в 1938 году. В 1939—1940 годах работал в Алматинском городском отделе народного образования. Участник Великой Отечественной войны с 1941 по 1945 год. После окончания войны, начал публиковать карикатуры в периодических изданиях.
В 1952 году окончил режиссёрский факультет ВГИКа (учился в мастерской педагога и режиссёра Льва Кулешова и в мастерской А. П. Довженко). С 1953 года — режиссёр Алма-Атинской киностудии, позже — киностудии «Казахфильм».
С 1974 года был художественным руководителем. В 1955 году снял по собственному сценарию свой первый художественный
фильм «Мать и дитя». В 1970 году Кожиков снялся в одном из своих главных фильмов «Кыз-Жибек»). Снял художественный фильм "Встретимся" о Хаджимукане Мунайтпасове. 
Соавтор сценариев к ряду своих фильмов, сценарист телефильмов, режиссёр ряда документальных и художественных исторических, эпических и фильмов на современную тематику, таких как «Мы из Семиречья» (1958), «Если каждый из нас» (1961, соавтор обеих сценариев) и «Настоящее стекло» (1965).
Ходжиков состоялся как режиссёр, который тонко чувствует дыхание эпохи и стремится реально показать быт и традиции казахского народа.

## Избранная фильмография
Режиссёр
- 1955 — Мать и сын / Ана мен бала (короткометражный)
- 1958 — Мы из Семиречья / Біз Жетісуданбыз
- 1961 — Если бы каждый из нас / Егер біздің әрқайсымыз…
- 1965 — Чинара на скале / Шыңдағы шынарда
- 1969—1970 — «Кыз-Жибек» / Қыз Жібек
- 1985 — Знай наших! / Біздікілерді біл!

Сценарист
- 1955 — Мать и сын / Ана мен бала (короткометражный)
- 1961 — Если бы каждый из нас / Егер біздің әрқайсымыз…
- 1965 — Чинара на скале / Шыңдағы шынарда
- 1985 — Знай наших! / Біздікілерді біл!

## Награды
- Орден Красной Звезды;
- медали СССР;
- Заслуженный деятель искусств Казахской ССР (1970);
- Государственная премия Казахской ССР имени Абая (1972);
- На Всесоюзном кинофестивале в Тбилиси (1972) фильм «Кыз Жибек» режиссёр Султан-Ахмет Ходжиков отмечен специальным дипломом за яркое образное решение исторической темы;

По рейтингу фильмов киностудии «Казахфильм» за всю историю Казахской ССР (1955—1990) фильм «Кыз-Жибек» занял 8-е место — 7,8 млн зрителей, 331 копия.